# Suarius pygmaeus
Suarius pygmaeus är en insektsart som först beskrevs av Navás 1930.  Suarius pygmaeus ingår i släktet Suarius och familjen guldögonsländor. Inga underarter finns listade i Catalogue of Life.